# أنتوني راموس
أنتوني راموس (بالإنجليزية: Anthony Ramos) هو مغني وممثل أمريكي، ولد في 1 نوفمبر 1991 ببروكلين في الولايات المتحدة. بدأ مشواره المهني سنة 2011، ومن الجوائز التي نالها Grammy Award for Best Musical Theater Album ‏ سنة 2016.

## أعمال

### أفلام
- مولد نجم (2018)
- الأعاصير (2024)

### مسرحيات
- هاميلتون

## جوائز
- Grammy Award for Best Musical Theater Album [الإنجليزية]‏ (2016)

## وصلات خارجية
- أنتوني راموس على موقع IMDb (الإنجليزية)
- أنتوني راموس على موقع ميوزك برينز (الإنجليزية)
- أنتوني راموس على موقع قاعدة بيانات برودواي على الإنترنت (الإنجليزية)
- أنتوني راموس على موقع قاعدة بيانات الأفلام السويدية (السويدية)
- أنتوني راموس على موقع أول ميوزيك (الإنجليزية)
- أنتوني راموس على موقع ديسكوغز (الإنجليزية)
- أنتوني راموس على موقع قاعدة بيانات الفيلم (الإنجليزية)